# 赫丘利厅
赫丘利厅（法語：Salon d'Hercule，法語發音：[salɔ̃ dɛʁkyl]）位于凡尔赛宫二楼，连接小堂和城堡的北翼和国王大套房。
赫丘利厅位于原本第四个（倒数第二个）小圣堂的位置，1710年罗贝尔·德·科特为路易十四开始兴建时，称为靠近小堂的新客厅（nouveau salon près de la chapelle）。但是，路易十四在1715年去世，该项目被推迟。
1724年，赫丘利厅工程重新开始。路易十五委托建筑师雅克·加布里埃尔，大理石工匠克洛德-费利克斯·塔尔莱（Claude-Félix Tarlé）和雕塑家雅克·韦贝克特和弗朗索瓦-安托万·瓦塞（François-Antoine Vassé）完成这个房间。
赫丘利厅完成于1736年，天花板绘有弗朗索瓦·勒穆瓦纳的《赫丘利的神化》，赫丘利厅也因而得名。
这个房间只有两幅画，都是保罗·委罗内塞的作品。在壁炉上面的是《利百加在井旁》；在对面的墙上是著名的《西门家的筵席》。1664年，路易十四收到后一幅画，作为威尼斯共和国的外交礼物。由于作品的尺寸 - 高4.5米，长9.7米 -这幅画展出在卢浮宫的阿波罗长廊。1730年，它被安装在赫丘利厅 直到1832年，它被转移到卢浮宫。1961年，《西门家的筵席》回到了赫丘利厅。1994年，这幅画得到修复。
路易十五在位期间，这个房间用作舞厅，因为国王认为玛尔斯厅太小，而镜厅太大。赫丘利厅的开幕舞会在1739年1月26日举行，以庆祝路易十五的长女路易丝-伊丽莎白公主与帕尔马公爵菲利普的婚礼；1769年1月5日奥尔良公爵路易·菲利普的婚礼晚宴。1752年大使楼梯毁坏后，路易十五计划将新楼梯的出口设在赫丘利厅。
路易十六在位期间，赫丘利厅曾担任外交功能，例如突尼斯使馆（1777年），三级会议代表接见厅（1789年5月），以及迈索尔苏丹使馆的接见厅。
|                  |                  |                  |
| 《利百加在井旁》 | 《西门家的筵席》 | 《赫丘利的神化》 |